# Poszogó taplóbogár
A poszogó taplóbogár (Diaperis boleti) a rovarok (Insecta) osztályának a bogarak (Coleoptera) rendjéhez, ezen belül a mindenevő bogarak (Polyphaga) alrendjéhez és a gyászbogárfélék (Tenebrionidae) családjához tartozó faj. Mind a lárvák, mind a kifejlett egyedei korhadó fákon tenyésző különféle taplógombákon élnek. Veszély esetén átható szagú riasztó váladékukkal védekeznek.

## Elterjedése
Megtalálható Európa nagy részében és Ázsiában (Szibéria). Magyarországon főleg lomblevelű (elsősorban bükk és tölgy) erdőkben közönséges.

## Megjelenése
A poszogó taplóbogár rövid, tojásdad alkatú bogár. Hossza általában 6–8 mm. Teste fekete, alul lapos, felül erősen domború; fényes, fémes csillogással. Feje kicsi, szemei kidomborodóak. Csápja fonalas, a vége felé egyenletesen vastagodó ízekkel. Előtora a tövénél a legszélesebb, oldala szegélyezett. Szárnyfedőin szabályos pontsorok húzódnak. A szárnyfedőkön a vállaknál, a szárnyfedők közepén és gyakran a csúcsukon is kezdetben sárga, majd gyorsan megvörösödő szalag húzódik. A szalagok szélei nem szabályosak, csipkézettek. Ez a mintázat azonban hiányozhat is, így vannak teljesen egyszínű, fekete példányok is. A középső csípőknek ízületi vápája oldalt nyitott. Lábai vékonyak, két elülső lábfeje 5-5, utolsó négy ízű.

## Életmódja

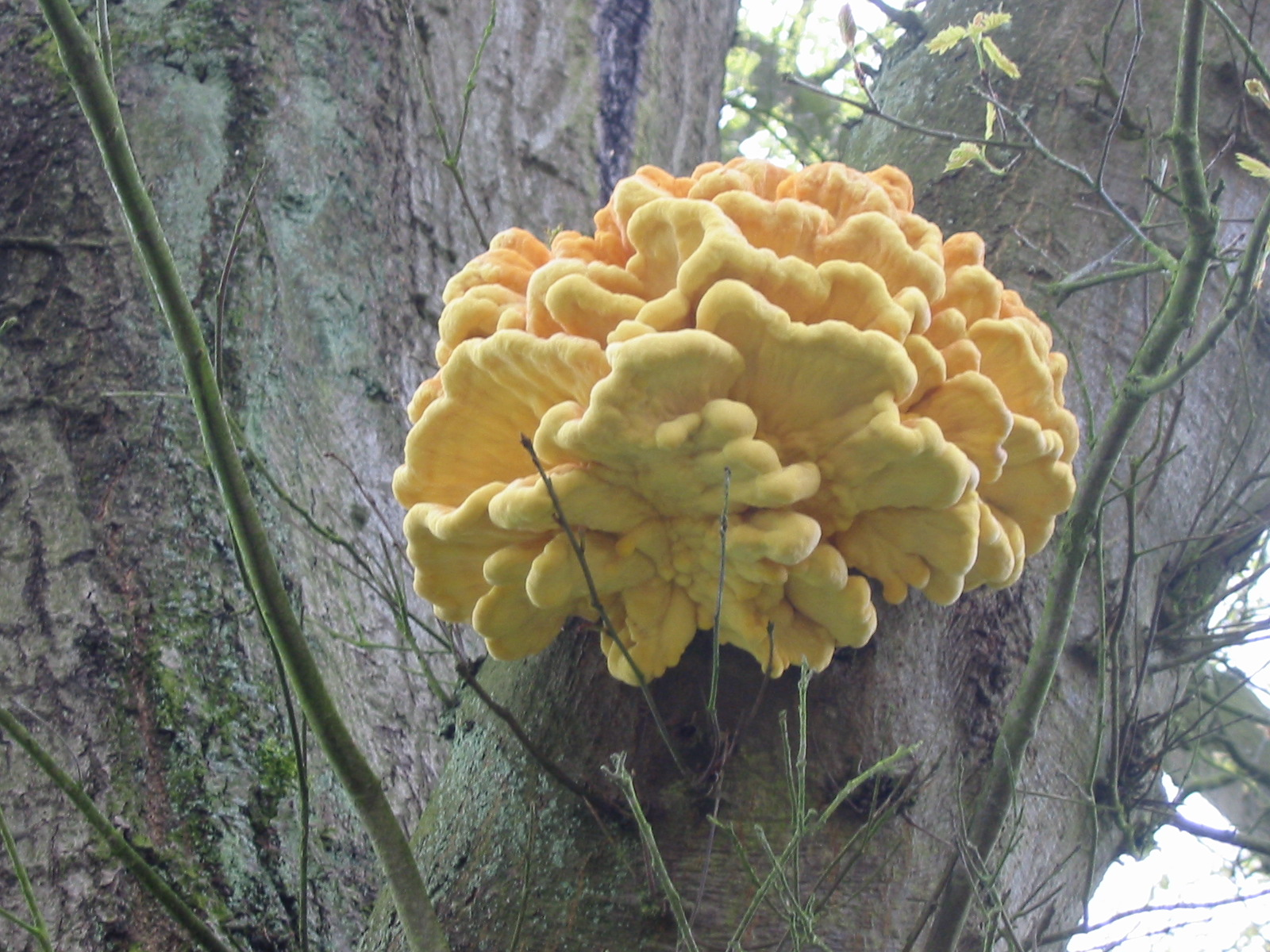
Sárga gévagomba

A poszogó taplóbogár lomblevelű fákon élő taplógombákon él. Sokféle gombafajon megél, de különösen kedveli a sárga gévagombát (Laetiporus sulphureus) és a nyírfataplót (Piptoporus betulinus), melyeken gyakran csapatostul fordul elő. Mind a kifejlett rovar, mind a lárva a gombafonalakkal és spórákkal is táplálkozik. A telet gyakran a fa repedéseibe húzódva, többesével vészelik át.
Zavarás, ragadozók ellen kellemetlen, átható illatú feromonokkal védekeznek. A riasztó hatású szekrétum fő komponensei a 2-etil-1,4-benzokinon és a 2-metil-1,4-benzokinon.

## Szaporodása

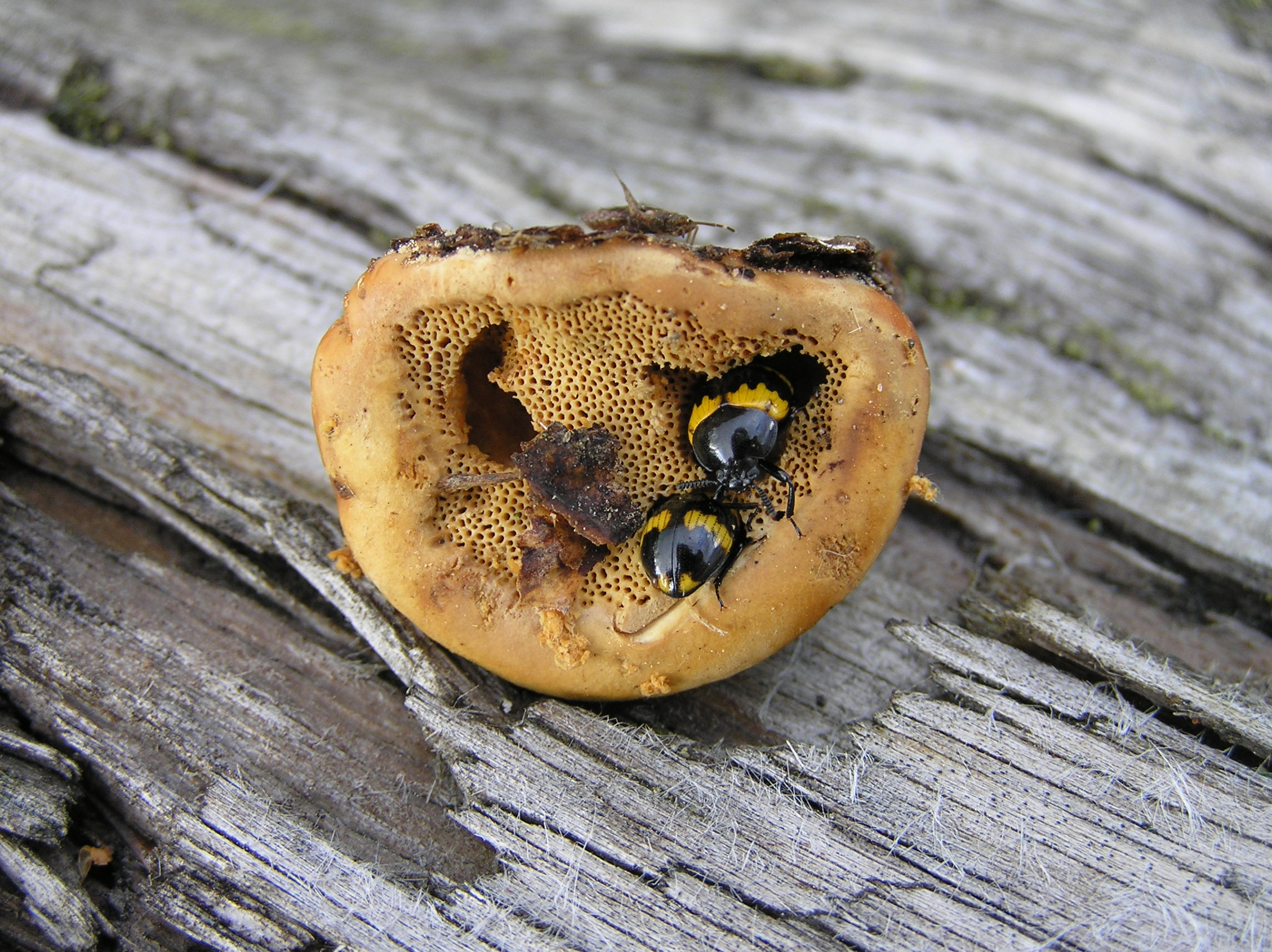
Poszogó taplóbogárak nyírfatapló termőtestjében

A nőstények májusban rakják le tojásakat a taplógombák termőtesteibe. Egyazon gombában évente egy-két generációjuk is kifejlődik. Az első júliusra, a második nemzedék szeptemberre lesz ivarérett.

## A faj az irodalomban
- A poszogó taplóbogár egy nőstény példánya érintőlegesen említve szerepel Kőhalmi Zoltán magyar humorista első, A férfi, aki megølt egy férfit, aki megølt egy férfit című regényében (a harmadik rész 8. fejezetében), mint a Lotte és Kristoffer című, fiktív gyerekkönyvsorozat egyik, Sigrid nevű mellékszereplője.

## Fordítás
- Ez a szócikk részben vagy egészben  a   Gelbbindiger Schwarzkäfer című német Wikipédia-szócikk ezen változatának fordításán alapul.  Az eredeti cikk szerkesztőit annak laptörténete sorolja fel. Ez a jelzés csupán a megfogalmazás eredetét és a szerzői jogokat jelzi, nem szolgál a cikkben szereplő információk forrásmegjelöléseként.